# Sayaka Nakaya
Sayaka Nakaya (仲谷明香, Nakaya Sayaka, née le 15 octobre 1991 à Iwate, au Japon) est une chanteuse et idole japonaise, membre du groupe de J-pop AKB48 (team A). Elle est sélectionnée en 2007 avec la team B, et rejoint la team A en juillet 2010.
En 2012, elle double l'une des héroïnes de la série anime AKB0048, et participe au groupe No Name créé dans le cadre de la série.